# Ce este arta?
„Ce este arta?” este un eseu elaborat în anul 1897 de scriitorul rus Lev Nikolaevici Tolsoi, în care acesta pledează împotriva numeroaselor teorii estetice, care definesc arta din punctul de vedere al teoriei relațiilor, al adevărului și în special – al frumuseții. După părerea lui Tolstoi, în acea perioadă arta era coruptă și decadentă, artiștii fiind duși în eroare.

## În termeni generali
Eseul dezvoltă teoriile estetice care erau în vogă spre sfârșitul sec. XVIII și pe parcursul sec. XIX, astfel criticând poziția realistă a acestor teorii și existența relației dintre artă și plăcere. Tolstoi, ca completare a teoriei deja gata formate, evidențiază importanța afectivității în artă și comunicativității acesteia, ceea ce îl face să nege arta „rea” și „falsă”, motivând că acestea sunt dăunătoare societății, întrucât distrug capacitatea oamenilor de a asimila arta veritabilă.